# Alain Sionneau
Alain Sionneau est une personnalité du monde des courses hippiques, jockey et driver de trotteurs, né le 22 août 1942 à Château-du-Loir, dans le département français de la Sarthe.

## Carrière
Fils d'un agriculteur-éleveur, accessoirement entraineur, Alain Sionneau est formé par Gaston Roussel. Passé professionnel à 18 ans, il remporte son premier groupe I seize ans plus tard avec Firstly dans le Prix de Normandie. Gaston Peltier lui confie alors Jeune Orange, avec laquelle il remporte le Prix d'Essai puis le Prix des Élites et le Prix du Président de la République. Ils échouent en 1980 dans le Prix de Cornulier, battus par Gamélia mais devançant Fanacques. Alain Sionneau est Étrier d'or en 1975, 1977 et 1978.
Après la fin de la carrière prématurée en course de Jeune Orange, due à une fracture, Alain Sionneau gagne plusieurs groupes I, associé notamment à Le Loir, Quel Soro et Ramage.
Son écurie est établie à Dissay-sous-Courcillon, dans la Sarthe. Son fils Hervé effectue également une carrière de jockey, ce malgré une maladie de Shwachman.
Il cesse sa carrière de jockey en septembre 1995 et prend sa retraite de driver et d'entraineur en 2011, ne conservant que quelques poulinières.

## Palmarès

### Distinctions
- Étrier d'or 1975, 1977, 1978.

### Classiques (GroupesI)
- Saint-Léger des Trotteurs 1971, 1978
- Prix de Normandie 1976, 1982, 1987
- Prix des Élites 1978, 1987
- Prix d'Essai 1978, 1984
- Prix du Président de la République 1979, 1981
- Prix de Vincennes 1986

### Semi-classiques (GroupesII)
- Prix Louis-Tillaye 1971
- Prix Raoul-Ballière 1971, 1972, 1986
- Prix Édouard-Marcillac 1973, 1982
- Prix Edmond-Gamare 1973, 1978
- Prix Théophile-Lallouet 1974
- Prix Hémine 1974, 1978
- Prix du Pontavice-de-Heussey 1975, 1977, 1979
- Prix Lavater 1976
- Prix Hervé-Céran-Maillard 1976, 1984
- Prix Legoux-Longpré 1976, 1987
- Prix Camille-de-Wazières 1977, 1979, 1987
- Prix Félicien-Gauvreau 1977
- Prix Albert-Viel 1978, 1979
- Prix Albert-de-Foucault 1978, 1984
- Prix Paul-Bastard 1978, 1982
- Prix Louis-Forcinal 1978, 1987
- Prix de Basly 1978, 1982
- Prix Paul-Bastard 1978, 1982
- Prix du Calvados 1979
- Prix René-Palyart 1979, 1983, 1987
- Prix Philippe-du-Rozier 1979, 1981
- Prix Émile-Riotteau 1979, 1982
- Prix Jules-Lemonnier 1980, 1982
- Prix Olry-Roederer 1981
- Prix Céneri-Forcinal 1981
- Prix de la Société sportive d'encouragement 1982
- Prix Jean-Gauvreau 1983, 1987
- Prix Xavier-de-Saint-Palais 1984
- Prix Pierre-Gamare 1986
- Prix Victor-Cavey 1987
- Prix Georges-Dreux 1987